# Grauwangen-Waldsänger
Der Grauwangen-Waldsänger (Myiothlypis griseiceps, Syn.: Basileuterus griseiceps) ist ein kleiner Singvogel aus der Gattung Myiothlypis in der Familie der Waldsänger (Parulidae). Verbreitet sind die kleinen Vögel im Nordosten von Venezuela. Von der IUCN werden sie 
seit 2000 als „stark gefährdet“ (Endangered) geführt. 

## Merkmale
Grauwangen-Waldsänger erreichen eine Körperlänge von vierzehn Zentimetern. Die Flügellänge beträgt beim Männchen 5,6 Zentimeter, beim Weibchen gibt es keine genaue Informationen. Adulte Grauwangen-Waldsänger und Jungvögel ab dem ersten Jahr haben ein dunkelgraues Kronen- und Nackengefieder. Die Krone ist im hinteren Bereich mit leicht verwaschenen oliven Farbanteile durchzogen; im vorderen Bereich mit feinen schwärzlichen. Das restliche Kopfgefieder ist grau mit feinen weißen Punkten unter dem Auge und feinen weißen Striche im Wangenbereich. Der Schnabel ist schwärzlich; die Beine fleischfarben. Sie tragen ein olivgrünes Oberseitengefieder und ein gelbes Unterseitengefieder.

## Vorkommen, Ernährung und Fortpflanzung

Verbreitungsgebiet des Grauwangen-Waldsängers in Venezuela (grün)

Grauwangen-Waldsänger sind im Nordosten von Venezuela endemisch. Sie bewohnen die Berge des Küstengebirges Cordillera de Caripe an den Grenzgebieten von Monagas (Cerro Turumiquire und Cerro Negro im Nationalpark El Guácharo), Anzoátegui und im Südwesten von Sucre. Dort kommen sie vor allem im Unterholz in Wolken- und Nebelwäldern, Sekundärwäldern sowie Rodungen in Höhen von 1200 bis 2440 Metern vor; sind jedoch gewöhnlich in Höhen von 1400 bis 2100 Metern vorzufinden. Wie alle Waldsängerarten ernähren sie sich überwiegend von Insekten und weitere Wirbellosen. Über das Brutverhalten ist nichts Näheres bekannt.

## Gefährdungsstatus und Bestandszahlen
Grauwangen-Waldsänger gehören zu den seltensten Waldsängerarten. Die IUCN listet sie als „stark gefährdet“ (Endangered). Durch Rodungen für Kaffeeplantagen vermindert sich der geeignete Lebensraum zusehends. Dokumentiert ist eine Sichtung 1963 beim Cerro Turumiquire sowie ein einzelner Vogel 1987 und zwei Vögel 1993 im Februar auf dem Cerro Negro. Die Vogelschutzorganisation BirdLife International schätzt die Populationsgröße auf 2 500 bis 10 000 Individuen.